# グッドフィーリング
「グッドフィーリング」（Good Feelin' ）は、1976年7月25日に発売された木之内みどりの6枚目のシングル。 

## 解説
本楽曲は前作同様、作詞は松本隆、作曲は財津和夫による。松本はその後10枚目のシングル「走れ風のように」まで6作連続で作詞を手がけている。なお、松本・財津・松任谷のトリオは「学生通り」「グッドフィーリング」の2枚に留まった。
本楽曲は、1987年発売の木之内みどり初のベストCD以来、頻繁にCD化・デジタル音源化されており、現在も比較的容易に聴くことができる。

## 収録曲
- 両楽曲共に、作詞：松本隆／作曲：財津和夫／編曲：松任谷正隆

1. グッドフィーリング（3分53秒）
2. 氷イチゴの頃（3分35秒）(Single Version)

## 収録CD
- 木之内みどり/プレイバック・シリーズ（1987年11月21日） - 「グッドフィーリング」
- 木之内みどり（1989年8月21日） - 「グッドフィーリング」
- お元気ですか? 木之内みどりwith Love（1990年11月21日） - 「グッドフィーリング」
- MYこれ!クション 木之内みどり BEST（2001年10月17日） - 「グッドフィーリング」
- 株式会社 NAVレコード ヒストリー2（2003年7月16日） - 「グッドフィーリング」「氷イチゴの頃」
- ぼくらのベスト アルバム復刻シリーズ 木之内みどり 2（2004年5月19日） - 「グッドフィーリング」「氷イチゴの頃」
- 「木之内みどり」SINGLESコンプリート（2007年7月18日） - 「グッドフィーリング」「氷イチゴの頃」